# چرا می‌بایست من باشم؟
«چرا می‌بایست من باشم؟» (به انگلیسی: Why Did It Have to Be Me?) ترانه‌ای راک اند رول از ابرگروه موسیقی پاپ آبا است که در سال ۱۹۷۶ منتشر شد. در سبک این ترانه مخلوطی از بلوز، جاز، پاپ و راک هم دیده می‌شود و آن را ترانه‌ای «با چاشنی فتس دومینو» لقب داده‌اند.

## نسخهٔماما میا! دوباره شروع کنیم

### جداول موسیقی
| جدول (۲۰۱۸)                                      | بالاترین رتبه |
| ------------------------------------------------ | ------------- |
| ایرلند (ایرما)                                   | ۴۱            |
| تک‌آهنگ‌های داغ نیوزیلند (انجمن صنعت ضبط نیوزیلند) | ۱۵            |
| اسکاتلند (اوسی‌سی)                                | ۳۵            |
| هیتسیکر سوئد (فهرست برترین‌های سوئد)              | ۱۵            |
| تک‌آهنگ‌های بریتانیا (اوسی‌سی)                      | ۴۴            |

### گواهینامه‌ها
| منطقه                                   | گواهی | واحد گواهی‌شده/فروش |
| --------------------------------------- | ----- | ------------------ |
| بریتانیا (بی‌پی‌آی)                       | نقره  | ۲۰۰٬۰۰۰            |
| رقم فروش+پخش جاری تنها بر پایهٔ گواهی‌ها. |       |                    |